# Mercat elèctric

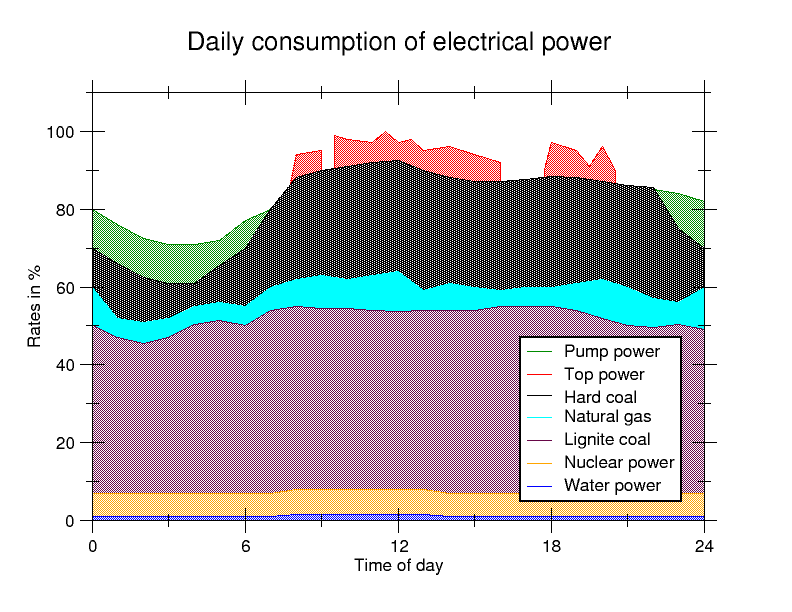
Consum diari típic d'energia elèctrica a Alemanya.

En termes econòmics, l'electricitat (potència i energia) és una mercaderia susceptible de ser comprada, venuda i comercialitzada. El mercat elèctric és un sistema per efectuar les compres, a través d'ofertes de compra, vendes, a través d'ofertes de venda i operacions a curt termini, generalment en forma de permutes financeres o swap d'obligació. Les ofertes apliquen els principis de l'oferta i la demanda per fixar el preu. Les operacions a llarg termini són contractes similars als acords de compra d'energia i generalment es consideren les transaccions privades bilaterals entre les empreses.

## Unitats de mesura emprades
La potència mesura la producció neta d'electricitat d'un generador en un moment determinat (generalment en un segon) i es mesura en megawats (MW). És important recalcar que la potència mesura la capacitat de produir nova energia, davant sobrecàrregues, a més marca un màxim per a l'energia produïda en un instant de temps, ja que com a molt es podrà produir la potència. És una mesura que indica les possibilitats tecnològiques d'una zona. Exemple: Un cotxe no pot circular a més velocitat de la màxima que té assignada.
L'energia és l'electricitat que flueix a través d'un punt mesurat durant un temps determinat i es mesura en megawats/hora (MWh) o en megajules (aquesta unitat, malgrat ser l'estàndard en energia no és molt utilitzada al mercat elèctric). L'energia és un concepte molt més senzill i intuïtiu. En mercats elèctrics es correspon amb la potència consumida en un període, per la qual cosa depèn tant de la potència com del temps. Per exemple: Seguint el símil del cotxe, l'energia es correspondria a la gasolina gastada (que al seu torn depèn del consum instantani i del temps circulat).

## Oferta i demanda
Les transaccions a l'engròs (ofertes i demandes) de l'electricitat típicament liquiden pel gestor del mercat o una entitat independent per a finalitats especials responsable exclusivament d'aquesta funció. Els operadors del mercat no solen comerciar, però sovint requereixen coneixements del comerç amb la finalitat de mantenir l'equilibri de generació i càrrega. Els productes dins d'un mercat elèctric en general, consisteixen en dos tipus: potència i energia.
Els mercats de productes bàsics relacionats amb l'energia són la generació neta de sortida per a una sèrie d'intervals (en general en increments de 5, 15 i 60 minuts). Els mercats de productes bàsics relacionats amb l'energia requerida per ells gestionats per (i pagat per) els operadors del mercat per garantir la fiabilitat, es consideren serveis auxiliars i s'inclouen com a reserva rodant, reserva complementària, reserves d'explotació, reserva de resposta, la regulació a la baixa o alta, i la capacitat instal·lada.
A més, per a la majoria de grans operadors, existeixen mercats de congestió en la transmissió d'electricitat i derivats, com a futures opcions d'energia elèctrica, que es negocien activament. Aquests mercats desenvolupats són a conseqüència de la reestructuració dels sistemes d'energia elèctrica a tot el món. Aquest procés sovint ha anat en paral·lel amb la reestructuració dels mercats de gas natural.

### Per a més informació
- A 2006 World Bank report on Water, Electricity, and the effect of utility subsidies on the poor
- Insight into the historic performance of the Reserve Capacity Mechanism - Independent Market Operator of Western Australia

Reserve Capacity Mechanism Review Report Arxivat 2013-04-19 a Wayback Machine.
- The EU energy sector inquiry that shows up current impediments for competition in the electricity industry in Europe The EU energy sector inquiry - final report 10 January 2007
- Article by Severin Borenstein on the Trouble with Electricity Markets Arxivat 2022-02-14 a Wayback Machine.
- David Cay Johnston, "Competitive Era Fails to Shrink Electric Bills", NYT October 15, 2006
- Lewis Evans, Richard B Meade, "Alternating Currents or Counter-Revolution? Contemporary Electricity Reform in New Zealand", Victoria University Press, 2006.
- Freedom Energy Logistics
- Czech electricity market overview - Year report on the electricity market (technical report) and Expected balance report Annual Report Arxivat 2009-11-08 a Wayback Machine.
- EDW Technology - Energy Wholesale Market Review
- Report of the European Energy Market Prices for the month of September 2014 Arxivat 2016-03-04 a Wayback Machine.